# Memoria RWM
RWM son las siglas de Read-Write Memory (memoria de lectura-escritura). Se trata de un tipo de memoria de fácil lectura y escritura.
La memoria de lectura-escritura es un tipo de memoria de computadora en la que se puede escribir y de la que se puede leer con relativa facilidad, es decir, utilizando señales eléctricas normalmente asociadas a la ejecución de un software, y sin ningún otro proceso físico (a diferencia de la ROM o la memoria de sólo lectura y distinta de la EEPROM). El término relacionado RAM (para "memoria de acceso aleatorio") significa algo diferente; se refiere a la memoria que puede acceder a cualquier lugar de la memoria en una cantidad de tiempo constante.
El término también podría referirse a las ubicaciones de memoria que tienen permisos de lectura y escritura. En los sistemas informáticos modernos que utiliza la segmentación de la memoria, cada segmento tiene una longitud y un conjunto de permisos (por ejemplo, lectura, escritura, ejecución) asociados a él.